# Arte chinesa do papel

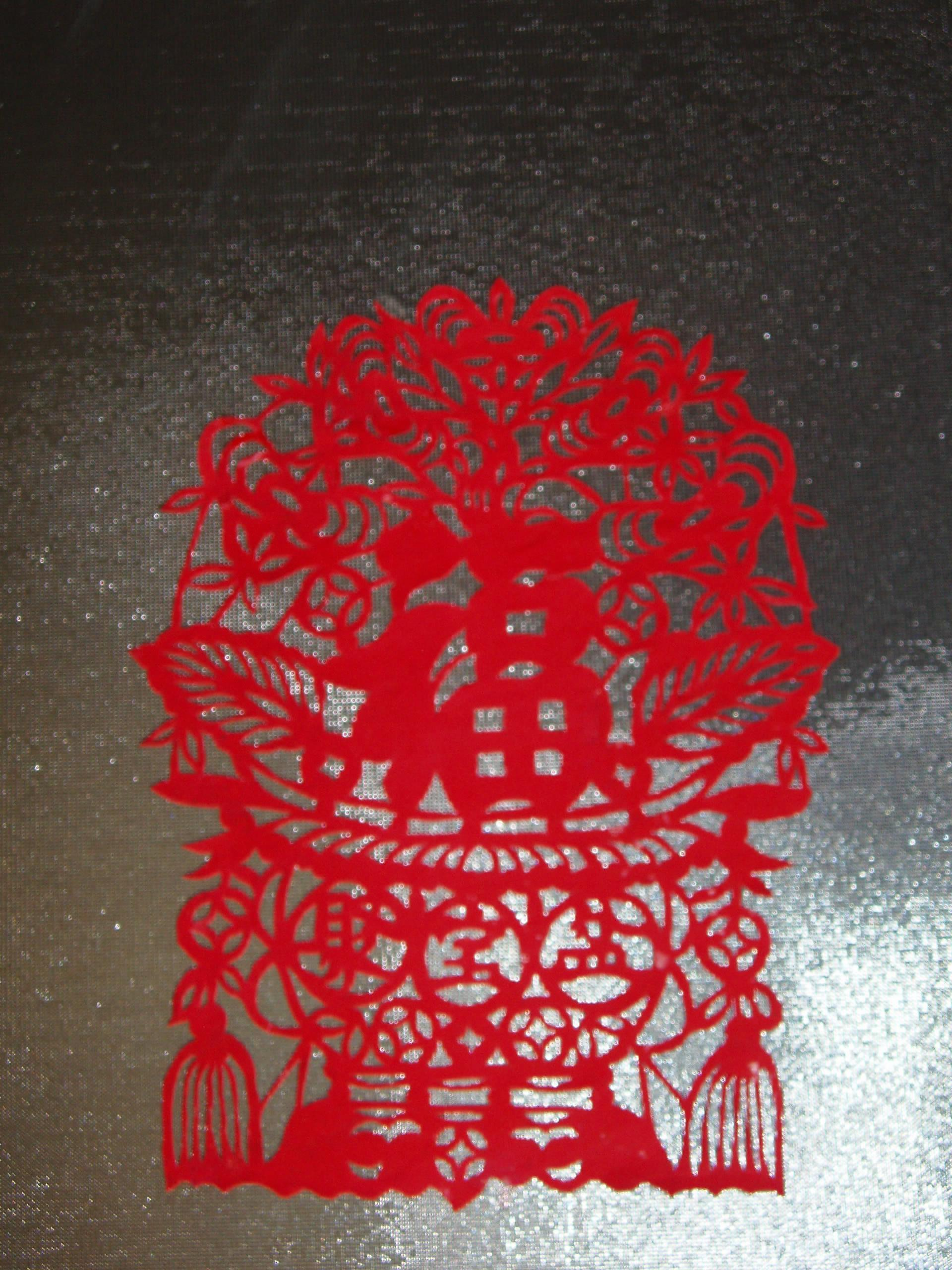
Uma exemplo de arte chinesa feita com o papel

A Arte chinesa do papel ou Arte chinesa do corte de papel é uma arte tradicional na China e que evoluiu no curso do desenvolvimento da cultura chinesa. Sua origem deve ser estreitamente relacionada à invenção do papel, que ocorreu durante a dinastia Hã (206 a.C.–221 d.C.). À medida que o papel se tornava mais acessível, o corte de papel tornou-se um dos mais importantes tipos de arte popular chinesa. Mais tarde, esta forma de arte se espalhou para outras partes do mundo, com diferentes regiões adotando seus próprios estilos culturais. Como os recortes são frequentemente usados para decorar portas e janelas, são às vezes chamados de chuāng huā (窗花), flores de janela ou corte de papel de janela. As pessoas colavam os recortes de papel no exterior das janelas para que a luz interior brilhasse pelo espaço negativo do recorte.